# Релігійне насильство

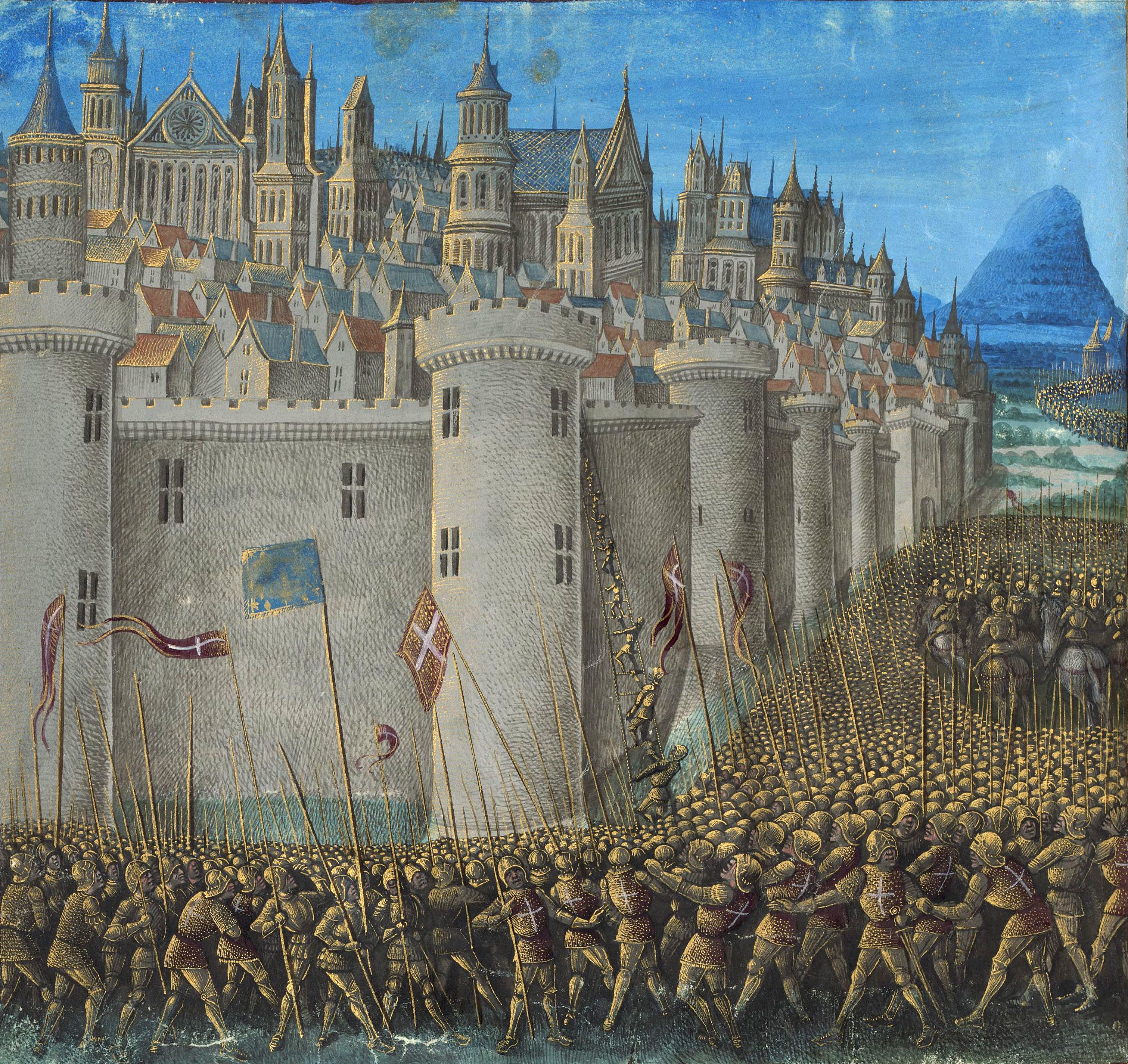
Хрестові походи, що велися переважно між римо-католицькою Європою та мусульманами. Тут показана сцена бою з Першого хрестового походу.

Релігійне насильство — це термін, що охоплює явища, коли релігія є або предметом, або ж об'єктом насильницької поведінки. Релігійне насильство — це насильство, яке мотивується релігійними заповідями, текстами чи доктринами цілі або нападника або реагує на них. Це включає насильство проти релігійних установ, людей, предметів або подій. Релігійне насильство не стосується виключно дій, вчинених релігійними групами, а включає дії, вчинені проти релігійних груп.
«Насильство» — це дуже широке поняття, яке важко визначити, оскільки воно застосовується як до людей так і до нелюдських об'єктів. Крім того, цей термін може позначати широкий спектр переживань, таких як пролиття крові, фізична шкода, насильство проти особистої свободи, пристрасна поведінка чи емоційна поведінка.
«Релігія» — це складна і проблематична сучасна західна концепція. Хоча наукового консенсусу щодо того, що таке релігія, не існує, загалом, сьогодні релігія сприймається як абстракція, що передбачає вірування, вчення та священні місця. Зв'язок між релігійними віруваннями та поведінкою є проблематичним. Десятиліття антропологічних, соціологічних та психологічних досліджень показали, що припущення про те, що поведінка випливає безпосередньо з релігійних вірувань та цінностей, є хибним, оскільки релігійні уявлення людей фрагментовані, слабо пов'язані та є контекстно-залежними, як і у всіх інших сферах культури та життя. Взагалі, релігії, етичні системи та суспільства рідко пропагують насильство як самоціль, оскільки насильство усюди небажане. У той же час існує загальна напруженість між загальним бажанням уникнути насильства та прийняттям виправданого використання насильства для запобігання «більшому злу», яке пронизує всі культури.
Релігійне насильство, як і будь-яке, є культурним процесом, який залежить від контексту і є дуже складним. Надмірне спрощення понять «релігія» та «насильство» часто призводить до неправильного розуміння причин, чому деякі люди вживають акти насильства і чому більшість людей не здійснюють таких дій. Насильство здійснюється з найрізноманітніших ідеологічних причин, а релігія, як правило, є лише одним із багатьох соціальних та політичних факторів, які можуть призвести до заворушень. Дослідження передбачуваних випадків релігійного насильства часто роблять висновок, що насильство сильно зумовлене етнічною ворожнечею, а не релігійними світоглядами.